# Damagaram Takaya
Damagaram Takaya (auch: Damagaram Ta Kaya) ist eine Landgemeinde und der Hauptort des gleichnamigen Departements Damagaram Takaya in Niger.

## Geographie

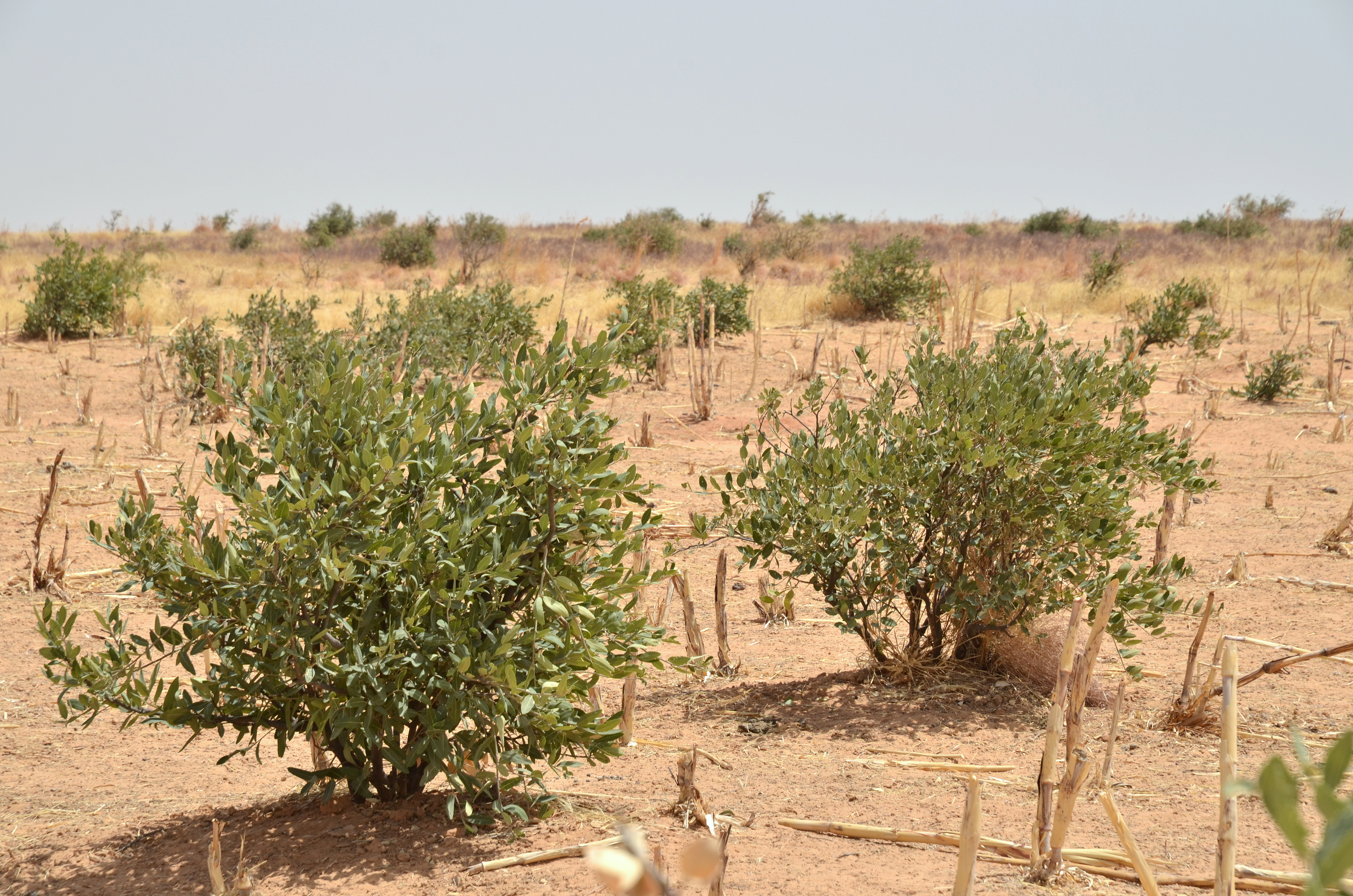
Boscia-senegalensis-Büsche in einem Hirsefeld in der Gegend von Damagaram Takaya

Damagaram Takaya liegt in der Sahelzone. Die Nachbargemeinden sind Alakoss im Norden, Moa im Nordosten, Gouré im Osten, Guidiguir und Guidimouni im Südosten, Albarkaram, Gaffati und Mazamni im Südwesten sowie Wamé im Nordwesten. Die Gemeinde Damagaram Takaya besteht aus einem urbanen und einem ländlichen Gemeindegebiet. Das urbane Gemeindegebiet besteht aus der Siedlung Damagaram Takaya, dem Hauptort der Gemeinde. Bei den Siedlungen im ländlichen Gemeindegebiet handelt es sich um 66 Dörfer, 165 Weiler und 10 Lager.
Die 485 Hektar große Forêt classée de Tounfafiram Nord und die 295 Hektar große Forêt classée de Tounfafiram Sud sind geschützte Wälder beim Dorf Tounfafiram. Die Unterschutzstellung erfolgte 1953. An der Grenze zur Gemeinde Guidimouni liegt der See Mare de Lassouri, dessen 34.000 Hektar großes Feuchtgebiet seit 2005 nach der Ramsar-Konvention unter Schutz steht. Im felsigen Hügelland im Westen der Gemeinde hat das Trockental Zermou seinen Ursprung. Der Zarnouski-Komplex und der etwas kleinere Tchouni-Komplex sind zwei ringförmige geologische Formationen im Osten der Gemeinde.

## Geschichte
Damagaram war ursprünglich eine Siedlung von Kanuri, die aus Bornu kamen und von Tuareg verjagt wurden, in einem von Hausa bewohnten Gebiet. Der Name Damagaram wurde später für das Herrschaftsgebiet des Sultanats Zinder übernommen. Die Kanuri-Siedlung erhielt daraufhin den Namen Damagaram Takaya, was „Damagaram im Buschland“ bedeutet. Ende des 19. Jahrhunderts boten die Märkte von Damagaram Takaya, Doufoufouk Haoussa und weiteren Dörfern in der Region dem in der Stadt Zinder ansässigen bedeutenden Händler Malan Yaroh jene Handwerksprodukte, Pelze, Tierhäute und Henna, die er für den Transsaharahandel benötigte. Der britische Reiseschriftsteller A. Henry Savage Landor besuchte die Gegend 1906 im Rahmen seiner zwölfmonatigen Afrika-Durchquerung und passierte unter anderem das Dorf Kakara.
Die französische Kolonialverwaltung richtete Anfang des 20. Jahrhunderts einen Kanton in Damagaram Takaya ein, dem 1923 der aufgelöste Kanton von Kakara angeschlossen wurde. Eine Verwaltungsreform gliederte Niger 1964 in sieben Departements, die Vorgänger der späteren Regionen, und 32 Arrondissements, die Vorgänger der späteren Departements. Damagaram Takaya wurde dem neu geschaffenen Arrondissement Mirriah zugeschlagen und erhielt den Status eines Verwaltungspostens (poste administratif) im Gebiet des Arrondissements. Bei einer Untersuchung im Jahr 1990 wurde beim Befall mit der Saugwürmer-Art Schistosoma haematobium unter den 10- bis 13-Jährigen im Hauptort eine Prävalenz von 72 Prozent festgestellt.
Die Landgemeinde Damagaram Takaya ging 2002 im Zuge einer landesweiten Verwaltungsreform aus dem Kanton Damagaram Takaya hervor. Der Verwaltungsposten wurde 2011 aus Mirriah herausgelöst und zum Departement Damagaram Takaya erhoben.

## Bevölkerung
Bei der Volkszählung 2012 hatte die Landgemeinde 61.580 Einwohner, die in 10.475 Haushalten lebten. Bei der Volkszählung 2001 betrug die Einwohnerzahl 32.933 in 6352 Haushalten.
Im Hauptort lebten bei der Volkszählung 2012 3393 Einwohner in 612 Haushalten, bei der Volkszählung 2001 2696 in 523 Haushalten und bei der Volkszählung 1988 2936 in 1537 Haushalten.
In ethnischer Hinsicht ist die Gemeinde ein Siedlungsgebiet von Kanuri, Fulbe und Iklan. Die Fulbe-Untergruppen Katchinanko’en und Wodaabe sind auf Fernweidewirtschaft spezialisiert.

## Politik
Der Gemeinderat (conseil municipal) hat 17 gewählte Mitglieder. Mit den Kommunalwahlen 2020 sind die Sitze im Gemeinderat wie folgt verteilt: 8 PNDS-Tarayya, 4 RDR-Tchanji, 3 ARD-Adaltchi Mutunchi, 1 MPR-Jamhuriya und 1 RDP-Jama’a.
Jeweils ein traditioneller Ortsvorsteher (chef traditionnel) steht an der Spitze von 57 Dörfern im ländlichen Gemeindegebiet.

## Wirtschaft und Infrastruktur
Die Gemeinde liegt großteils in einem Gebiet, in dem Agropastoralismus betrieben werden kann. Im Süden beginnt die Zone des Regenfeldbaus. Die Niederschlagsmessstation im Hauptort liegt auf 453 m Höhe und wurde 1977 in Betrieb genommen. Das staatliche Versorgungszentrum für landwirtschaftliche Betriebsmittel und Materialien (CAIMA) unterhält eine Verkaufsstelle im Hauptort.
Das Distriktkrankenhaus Damagaram Takaya wurde 2021 eröffnet. Es erstreckt sich über eine Fläche von drei Hektar und weist eine Kapazität von 60 Betten auf. Die Baukosten von über einer Milliarde CFA-Francs hatte Belgien übernommen. Gesundheitszentren des Typs Centre de Santé Intégré (CSI) sind im Hauptort sowie in den Siedlungen Guéza und Raffa vorhanden. Die Gesundheitszentren im Hauptort und in Raffa verfügen jeweils über ein eigenes Labor und eine Entbindungsstation. Der CEG Damagaram Takaya ist eine allgemein bildende Schule der Sekundarstufe des Typs Collège d’Enseignement Général (CEG). Beim Collège d’Enseignement Technique de Damagaram Takaya (CET Damagaram Takaya) handelt es sich um eine technische Fachschule und beim Centre de Formation aux Métiers de Damagaram Takaya (CFM Damagaram Takaya) um ein Berufsausbildungszentrum.
Durch den Hauptort und die Dörfer Doufoufouk Haoussa und Raffa führt die 187,5 Kilometer lange Nationalstraße 34 zwischen der Nationalstraße 11 und Gouré. Es handelt sich um eine einfache Erdstraße. Im Hauptort beginnt die nach Mirriah führende 80 Kilometer lange Route 727, eine einfache Piste.